# Геттінгер (округ, Північна Дакота)
Шаблон:StateAbbr_ 46°26′00″ пн. ш. 102°26′00″ зх. д. / 46.433333333333° пн. ш. 102.43333333333° зх. д.
Округ Геттінгер (англ. Hettinger County) — округ (графство) у штаті Північна Дакота, США. Ідентифікатор округу 38041.

## Історія
Округ утворений 1883 року.

## Демографія
За даними перепису
2000 року
загальне населення округу становило 2715 осіб, усе сільське.
Серед мешканців округу чоловіків було 1359, а жінок — 1356. В окрузі було 1152 домогосподарства, 779 родин, які мешкали в 1419 будинках.
Середній розмір родини становив 2,89.
Віковий розподіл населення поданий у таблиці:
| Стать    | До 15 років | 15-21 | 22-29 | 30-39 | 40-49 | 50-65 | 65-85 | Понад 85 |
| -------- | ----------- | ----- | ----- | ----- | ----- | ----- | ----- | -------- |
| Чоловіки | 244         | 121   | 78    | 127   | 224   | 262   | 269   | 34       |
| Жінки    | 246         | 91    | 48    | 144   | 191   | 256   | 316   | 64       |

## Суміжні округи
- Старк — північ
- Грант — схід
- Адамс — південь
- Слоуп — захід

## Виноски
1. ↑  US Decennial Census. US Census Bureau. Архів оригіналу за 26 квітня 2015. Процитовано 28 січня 2015.
2. ↑  Historical Census Browser. University of Virginia Library. Архів оригіналу за 11 серпня 2012. Процитовано 28 січня 2015.
3. ↑  Forstall, Richard L., ред. (20 квітня 1995). Population of Counties by Decennial Census: 1900 to 1990. US Census Bureau. Архів оригіналу за 5 березня 2015. Процитовано 28 січня 2015.
4. ↑  Census 2000 PHC-T-4. Ranking Tables for Counties: 1990 and 2000 (PDF). US Census Bureau. 2 квітня 2001. Архів оригіналу (PDF) за 18 грудня 2014. Процитовано 28 січня 2015.
5. ↑  State & County QuickFacts. Бюро перепису населення США. Архів оригіналу за 7 червня 2011. Процитовано 1 листопада 2013.(англ.) Наведено за англійською вікіпедією.
6. ↑  American FactFinder. Бюро перепису населення США. Архів оригіналу за 21 травня 2008. Процитовано 31 січня 2008.

| США | Це незавершена стаття з географії США. Ви можете допомогти проєкту, виправивши або дописавши її. |